# Donato García
Donato García Negueruela (Logroño, 1782-1855 ) fue un geólogo, mineralólogo, botánico, pteridólogo, briólogo, y fitogeógrafo español.
Fue canónigo, dedicándose a las ciencias naturales. En 1803 se licenció en botánica, siendo uno de los discípulos predilectos del profesor Christian Herrgen, como ayudante en su gabinete en 1814. En 1815, sucedió lo sucedió en la cátedra. En 1819 se hizo cargo también de la presidencia de la Junta Directiva del Real Gabinete de Historia Natural, y confirmado en 1824, a pesar de las sospechas que levantaba su ideología liberal. En este último cargo clasificó varias colecciones mineralógicas, entre ellas la de la expedición de Alejandro Malaspina. Alcanzó reputación como profesor.
Escribió un Tratado de geología, no publicado por impedirlo la censura eclesiástica. Sin embargo, uno de sus discípulos, Antonio Cisneros y Lanuza, produjo Lecciones de Mineralogía según los trabajos de cátedra de Donato García. Aprovechaba sus vacaciones para realizar estudios de campo en diversas regiones españolas.
Fue miembro fundador de la Real Academia de Ciencias. Su discípulo más destacado fue, Juan Vilona y Piera.
- La abreviatura «D.García» se emplea para indicar a Donato García como autoridad en la descripción y clasificación científica de los vegetales.[2]